# داکوتا ماتیس
داکوتا ماتیس (انگلیسی: Dakota Mathias؛ زادهٔ ۱۱ ژوئیهٔ ۱۹۹۵) بازیکن بسکتبال اهل ایالات متحده آمریکا است.

## حرفه
از باشگاه‌هایی که در آن بازی کرده است می‌توان به ممفیس گریزلیز، باشگاه بسکتبال یوونتوت بادالونا، و فیلادلفیا سونتی‌سیکسرز اشاره کرد.

## دستاوردها
وی در مسابقات کشوری و بین‌المللی در مجموع برندهٔ ۱ مدال نقره شده است.